# Universidad de Filipinas en Dilimán

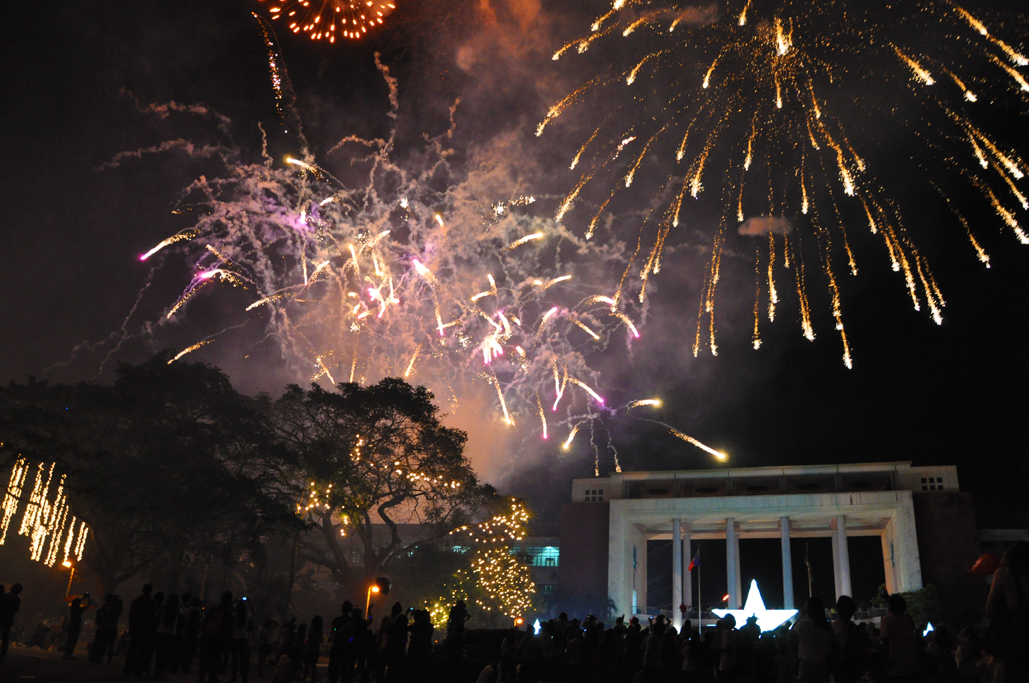
Vista de Quezon Hall desde University Avenue durante el Desfile de Linternas 2011 de la UPD

La Universidad de Filipinas Dilimán (también conocida como UPD o UP Diliman) es una universidad estatal mixta de investigación ubicada en Diliman, Quezon City, Filipinas. Se estableció el 12 de febrero de 1949 como el campus principal y la sede de la administración del Sistema de la Universidad de Filipinas, la universidad nacional de Filipinas. UP Diliman es la cuarta universidad constituyente más antigua de UP.
Delegado en 1939 como el nuevo campus de la entonces Universidad de Filipinas con sede en Manila, el campus de Diliman se creó a partir del área de 493 hectáreas del distrito de Diliman de la ciudad de Quezon, entonces recién establecida, para abordar la creciente población de la universidad y reconocer las demandas de ampliar su lista de programas académicos. El estallido de la Segunda Guerra Mundial obstaculizó el desarrollo de la zona.
El campus de UP Diliman es también el sitio del Complejo Nacional de Ciencias del país. Las unidades de investigación notables de UP Diliman centradas en el Complejo Nacional de Ciencias incluyen el Instituto de Ciencias Marinas (MSI), el Instituto Nacional de Ciencias Geológicas (NIGS), el Instituto Nacional de Física (NIP), el Instituto Nacional de Biología Molecular y Biotecnología-Diliman (NIMBB-Diliman) y el Instituto Nacional para el Desarrollo de la Educación en Ciencias y Matemáticas (NISMED), que son pioneros en la investigación y el desarrollo científicos en Filipinas.